# Biserica „Acoperământul Maicii Domnului” din Săseni
Biserica „Acoperământul Maicii Domnului” este o biserică amplasată în Săseni, raionul Călărași, Republica Moldova. Este un monument arhitectural de importanță națională inclus în Registrul monumentelor Republicii Moldova ocrotite de stat cu nr. 223 (raionul Călărași). Datează din 1865.